# Lac de Pont-de-Salars
Le lac de Pont-de-Salars est un lac de barrage qui se trouve en Aveyron. Il est relié par une galerie de 2 700 mètres de longueur et de 2,60 mètres de diamètre au lac de Bage.

## Géographie
Le lac de Pont-de-Salars fait partie de l'ensemble des lacs du Lévézou, au centre du département de l'Aveyron, à 40 kilomètres de Millau et 25 kilomètres de Rodez. Ce lac a été formé dans le vallée du Viaur, un affluent de l'Aveyron. Il fait environ 6 kilomètres de long pour 150 à 200 mètres de large.

## Histoire
Le barrage de Pont-de-Salars a été construit de 1948 à 1952.

## Bourgades alentour
- Pont-de-Salars est située au pied du barrage.
- Ségur se trouve à 4 kilomètres à l'est.
- Arques se trouve au nord-est, près de l'endroit où le Viaur se jette dans le lac.
- Le Vibal se trouve au nord.

## Tourisme
- Sports nautiques
- Nage en eau libre, avec notamment le tour de la presqu'île de Montredon qui permet une boucle de 3 km environ sans s'éloigner des berges
- Baignade
- Pêche